# Флаг Тетеревятского сельского поселения
Флаг Тетеревятского сельского поселения Жирновского муниципального района Волгоградской области Российской Федерации — опознавательно-правовой знак, составленный и употребляемый в соответствии с правилами геральдики, являющийся основным официальным символом Тетеревятского сельского поселения.
Флаг утверждён 4 марта 2009 года и подлежит внесению в Государственный геральдический регистр Российской Федерации.

## Описание
«Прямоугольное полотнище с отношением ширины к длине 2:3, воспроизводящее композицию герба сельского поселения в жёлтом, синем, красном, белом и зелёных тонах».
Геральдическое описание герба гласит: «В золотом поле лазоревая распростёртая птица — Тетерев. Хохолок, глаз, клюв и лапы червлёные, когти лазоревые, держащие зелёные дубовые ветви. Крылья с серебряными оперениями в форме двух дуг слева и справа, брюшко того же металла. В главе червлёное пламя».